# 邓培

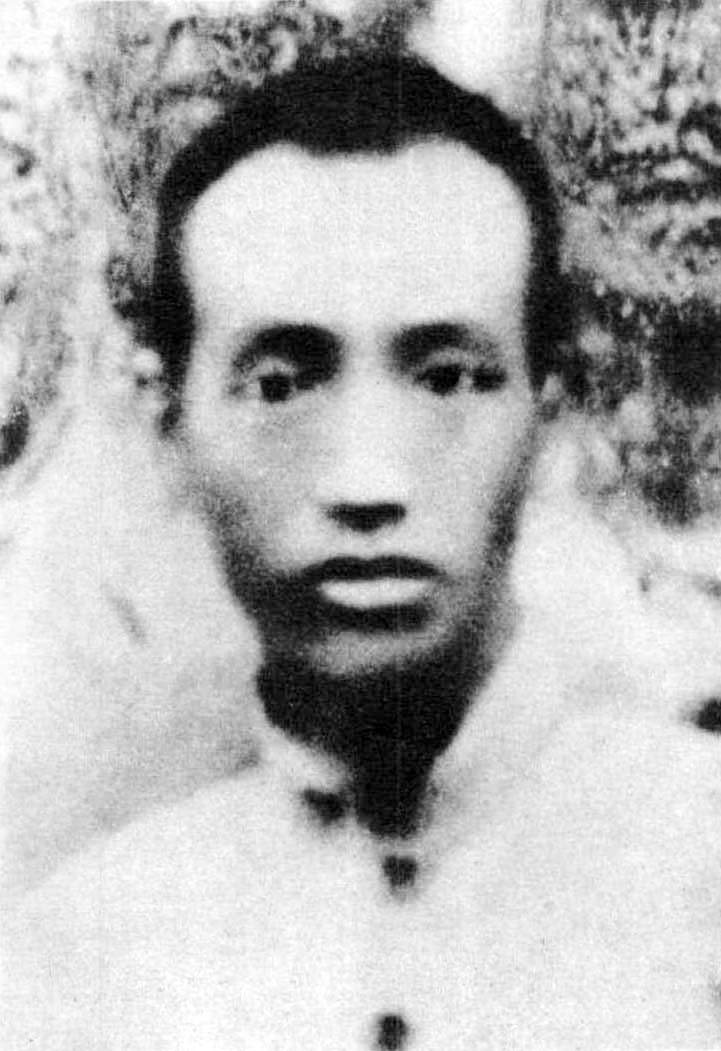
邓培

邓培（1884年—1927年），字少山，化名唐凤鸣，廣東三水人。中国共产党早期工人运动领袖。

## 生平
邓培于1921年即中国共产党成立之年加入中国共产党。当时唐山制造厂是中国共产党的一个早期建党活动据点，并发起过多次工人运动。1920年代初，张太雷、谌小岑、邓培等人开始在津唐地区建立地下党组织。1919年，曾为唐山制造厂工人的邓培在五四运动期间参与了唐山工人组织“职工同人会”和“十人团”，发动罢工、罢课、罢市。1921年春，邓培以上述两个组织为基础，成立“唐山制造厂工会”，是中共在唐山最早的地方组织之一。1922年，邓培赴苏联出席远东各国共产党及民族革命团体第一次代表大会（遠東勞苦人民大會）。回国以后，他领导了唐山各厂矿工人的斗争。1922年7月，中共唐山地委成立，并领导唐山工人掀起了3次大罢工，工人代表向资方提出改善待遇的要求。同年10月中旬至11月中旬，唐山铁路、煤矿、水泥、纺织等行业近5万产业工人为争取改善待遇和权利，先后举行了跨产业联合罢工。10月13日，京奉铁路唐山制造厂3000名工人率先发起罢工8天。
在中国共产党第三次全国代表大会、中国共产党第四次全国代表大会上均被选为中国共产党中央执行委员会候补委员。1924年2月，中华全国铁路总工会成立，他当选为中华全国铁路总工会委员长。1925年，在第二次全国劳动大会上，他当选为中华全国总工会执行委员，后任广东省总工会主席。1927年在李济深发动的广州四·一五事变中被国民党政府處決。
安葬于唐山市的冀东烈士陵园。